# Svatý Jošt
Svatý Jošt (latinsky Iudocus, také Judok či Jodok, francouzsky Josse) byl křesťanský kněz, poustevník a světec pocházející z Bretaně, který jako poutník prochodil celou dnešní Francii a navštívil také Řím. Narodil se počátkem 7. století a zemřel v roce 668 nebo 669, popřípadě 675.

## Život
Joštův životopis sepsal neznámý autor až v 9. nebo 10. století, tedy s odstupem nejméně dvou set let. Podle něho byl druhým synem Judhaëla, vládce bretaňského knížectví Domnonea. Studoval teologii a v roce 637 přijal kněžské svěcení. Když Judhaël kolem roku 605 nebo 607 zemřel, usedl na trůn Joštův starší bratr Judikael; ten se ale později vzdal vlády ve prospěch Jošta a kolem roku 640 odešel do kláštera sv. Jana, který založil svatý Meven. Jošt se rozhodl panovnickou roli nepřijmout, nýbrž opustil domov a připojil se ke skupině poutníků směřujících do Říma. S nimi došel až k řece Authii, kde se setkali s hrabětem Haymonem, vládcem hrabství Ponthieu. Tam Jošt zůstal a působil jako kněz u Haymonova dvora. Od roku 644 se souhlasem Haymona žil jako poustevník v místě zvaném Brahic (nynější Saint-Josse-au-Bois).

## Ikonografie

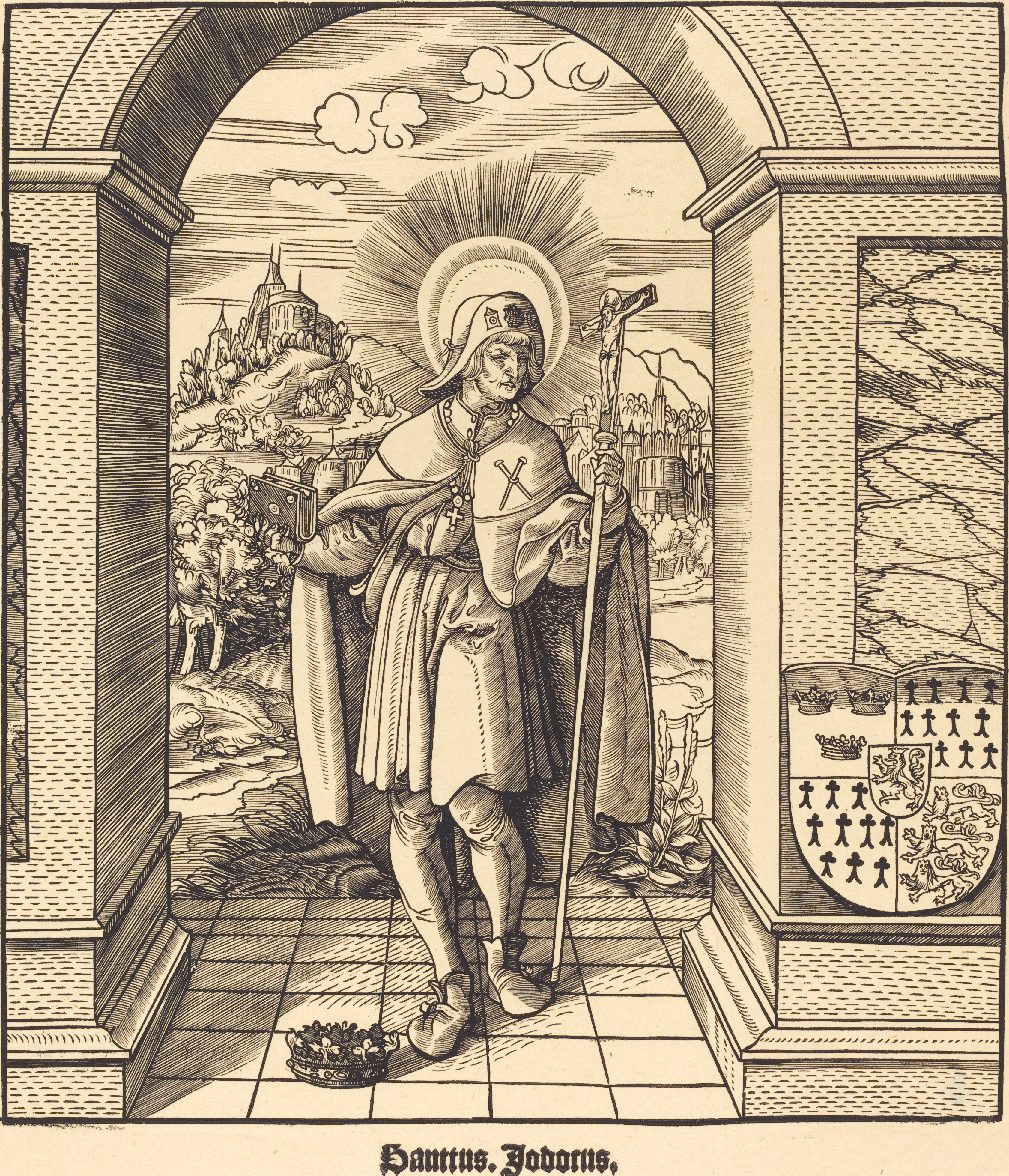
Leonhard Beck: Sv. Jošt, dřevoryt, Augšpurk 1516-1518

Bývá zobrazován jako muž středního věku, nejčastěji bývá oděn v poutnickém plášti s kloboukem označeným mušlí či poutními odznaky, s poutnickou holí a s odloženou korunou u nohou (nebo v ruce). Jindy nese místo hole procesní kříž na žerdi. Je-li vyobrazen jako opat v kasuli, má mitru a pastýřskou hůl, nebo jako poustevník s Biblí v ruce. Od sv. Jakuba Staršího ho lze rozeznat podle koruny u nohou nebo erbu burgundského království.